# Николсон, Лорен
Лорен Николсон (англ. Lauren Nicholson; родилась 26 марта 1993 года в Кэмпбеллтауне, штат Новый Южный Уэльс, Австралия) — австралийская профессиональная баскетболистка, выступает в женской национальной баскетбольной лиге за команду «Сидней Флэймз». На драфте ВНБА 2016 года не была выбрана ни одним из клубов. Играет в амплуа атакующего защитника и лёгкого форварда. Чемпионка женской НБЛ (2017, 2023).
В составе национальной сборной Австралии стала бронзовым призёром чемпионатов Азии 2019 года в Индии, 2021 года в Иордании и 2023 года в Австралии, помимо того выиграла чемпионат Океании среди девушек до 16 лет 2009 года в Австралии, а также принимала участие в чемпионате мира среди девушек до 17 лет 2010 года во Франции.

## Ранние годы
Лорен Николсон родилась 26 марта 1993 года в небольшом городке Кэмпбеллтаун (штат Новый Южный Уэльс), юго-западном пригороде Сиднея.